# Hadrián I.
Hadrián I. (okolo roku 700 Řím – 25. prosince 795 Řím) byl papežem od 1. února 772 až do své smrti.

## Život

### Hadrián I. a Karel Veliký
Byl synem římského šlechtice Theodora. V době pontifikátu svého předchůdce Štěpána III. získal svěcení jáhna.
Patřil k odpůrcům nevýhodných dohod mezi svatým stolcem a Langobardským královstvím v Itálii. Proto po svém nástupu tyto dohody vypověděl a požadoval po langobardském králi Desideriovi navrácení církevního majetku. S jistou ironií tímto úkolem pověřil Pavla Afiartu, papežského komořího a otevřeného stoupence Langobardů. Snad i proto, aby se v Římě zbavil tohoto langobardského špeha.
Již v den svého vysvěcení nechal z vězení propustit odpůrce Langobargů, které tam nechal Afiarta pozavírat. Záhy se rozběhlo vyšetřování, které mělo za cíl dokázat, že Afiarta zosnoval vraždu urozeného Římana a odpůrce Langobardů Sergia, což se i prokázalo. Papež písemně požádal Afiartu, aby se odebral do Ravenny, kde ho nechal zatknout místním arcibiskupem Lvem a požadoval, aby provinilce poslal do vyhnanství. Ten, jelikož Afiartu nenáviděl, jej nechal popravit, což později mezi arcibiskupen Lvem a papežem Hadriánem vedlo k prohlubující osobní nevraživosti..
Papež Hadrian usiloval o zlomení langobardské moci a k tomuto si potřeboval na svoji stranu nejprve přiklonit bavorského vévodu Tassila. I když vztahy mezi rodem Agilolfingů a papežskou kurií byly tradičně dobré a mladý vévoda Tassilo III. byl bratrancem franského krále Karla, měl však za manželku dceru Desideria a tak mohl být potenciálním spojencem Langobardů. O svatodušních svátcích roku 772, tedy krátce po svém nástupu do úřadu, pokřtil a pomazal v Římě Tassilova syna Theoda, což byla vysoká pocta pro bavorský rod.
Počátkem jara roku 773 vyslal papež poselstvo k franskému králi Karlovi (Velikému), aby zakročil proti bezpráví, které páchá Desiderius vůči papežské svrchovanosti. Ten, po neúspěšných jednáních s langobardským králem, překročil Alpy a Langobardské království dobyl, sám si pak korunu jejich králů vsadil na hlavu.
Vztahy mezi Hadrianem a Karlem Velikým se vždy těšily vzájemné úctě i přátelství, byť politická situace ne vždy dovolovala dát těmto emocím průchod. Tak papež ustavičně požadoval úplné navrácení zabraných území Langobardy, ovšem Karel mu jich vrátil jen část a zbytek ponechal pod franskou správou. Hadrian I. získal svrchovanost nad langobardským vévodstvím Spoleto, ale ovládnutí Beneventa bylo nad jeho síly. Král Karel jeho pomoc nevyslyšel. Roku 781 učinil papež gesto vstřícnosti, když Karlovy syny Ludvíka a Karlomana (který při tomto aktu přijal jméno Pipin) o Velikonocích pomazal a Karel oba jmenované syny učinil v Akvitánii a Itálii mladšími králi.
Ovšem výpravu na jih Itálie uskutečnil král Karel na naléhání papeže až roku 786. Výsledkem bylo, že papež Hadrian získal do své moci město Capuyu, beneventský vévoda Arichis se z přímého střetu vyplatil, svého syna Grimoalda poskytl Karlovi jako rukojmí a formálně se podřídil franské svrchovanosti.
Papež Hadrián se taktéž pokusil sehrát roli vyjednavače a prostředníka mezi bavorským vévodou Tassilem a králem Karlem, mezi nimiž rostlo napětí, ovšem marně. Tassilo byl roku 788 franským králem sesazen a s celou rodinou poslán do kláštera.

### Pontifikát
Ve věcech víry zaujal odmítavý postoj k obrazoborectví (ikonokasmus), který byl po dlouhou dobu součástí křesťanské víry v Byzantském císařství a jeho poselstvo se tak vyjádřilo i na Druhém nikajském koncilu roku 787, čímž veřejně podpořil císařovnu - regentku Irenu.
Odmítl křesťanskou herezi adopcionismu, které učilo, že Ježíš se narodil jako člověk a teprve přijetím křtu do něj vstoupil Duch svatý, byl tak adoptován Bohem. Tuto z pohledu katolicismu bludnou myšlenku propagovali vysocí hodnostáři na Pyrenejském poloostrově, jmenovitě Elipadus, biskup z Toleda, a urgelský biskup Felix, kdy druhý jmenovaný se musel dostavit do Říma a své učení odvolat. Frankfurtská synoda roku 794 toto učení zavrhla.
Na této synodě, iniciované Karlem Velikým, byly odmítnuty výsledky z Druhého nikajského koncilu a franský panovník požadoval exkomunikovat byzantského císaře, což papež Hadrián I. odmítl a potvrdil svůj postoj k závěrům nikajské synody.
Na druhou stranu dal Hadrián jasně najevo svoji nezávislost na Byzancii, když zrušil datování listin podle byzantského vzoru, tedy podle datování vlády císářů. Do jisté míry to bylo gesto, kterým chtěl naznačit, komu vděčí (resp. komu nevděčí) za ochranu papežství..
Zasadil se o rekonstrukci římských akvaduktů a některých chátrajících budov, obohatil mnohé církevní budovy o vnitřní výzdobu a náboženskou symboliku. Jako první papež začal razit i vlastní mince.
Byl pátým nejdéle sloužícím papežem v dějinách.
Po své smrti byl pohřben v Bazilice svatého Petra ve Vatikánu.

## Odkazy

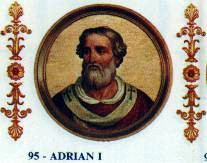
Portrét papeže Hadriána I. v bazilice svatého Pavla za hradbami